# Nový most přes řeku Bunu
Nový most přes řeku Bunu (albánsky Ura e Bunës e Re) se nachází v albánském městě Skadar. Silniční most, který překonává řeku Bunu (Bojanu) jihovýchodně od města Skadaru, zajišťuje spojení města s přístavem Ulcinj v Černé Hoře přes hraniční přechod u obce Muriqan. Tento most vybudovaný v roce 2011 nahradil původní most z přelomu 19. a 20. století. 
Je dlouhý 275 m a 13,5 m široký. Na rozdíl od svého předchůdce umožňuje jízdu v obou směrech, má po obou stranách chodníky a je osvětlen.
Most byl vybudován z prostředků albánské vlády a Islámské rozvojové banky. Náklady na výstavbu dosáhly 7,2 milionů USD. Jeho součástí je unikátní 70 m dlouhá otočná část, která umožňuje proplouvání lodí (řeka Buna je jediná v Albánii, která je splavná). V roce 2013 byl otočný mechanismus poškozen po krádeži kabelů.